# ZX Spectrum Vega
La ZX Spectrum Vega est une console développée par Retro Computers. Émulant l'ordinateur ZX Spectrum, elle sort le 24 août 2015 après une campagne de financement participatif. Elle est également fournie avec mille jeux pré-installé.